# Nationale Opsporingslijst
De Nationale Opsporingslijst is de lijst met op het moment meest gezochte verdachten en veroordeelden in Nederland.
De lijst wordt op een website bijgehouden en ongebruikelijk voor de Nederlandse politie en het Openbaar Ministerie worden de volledige namen en een herkenbare foto gebruikt. De lijst is de Nederlandse tegenhanger van de FBI Ten Most Wanted Fugitives.
Op 5 januari 2010 ging de website online en 's avonds werd de lijst behandeld in het televisieprogramma Opsporing Verzocht. Om op de lijst te komen moeten de verdachten en veroordeelden aan bepaalde criteria voldoen. Onder andere het plegen van een zwaar misdrijf, met een minimumstraf van acht jaar, en recidivegevaar behoren tot de criteria.